# دئوکاسان (گنگ وون)
دئوکاسان (به لاتین: Deokgasan) یک کوه در کره جنوبی است که در کره جنوبی واقع شده‌است. دئوکاسان ۸۳۲ متر بالاتر از سطح دریا واقع شده‌است.